# Mar Arza
Mar Arza (Castellón de la Plana, 1976) es una artista valenciana que vive y trabaja en Barcelona.

## Trayectoria
Arza estudió Bellas Artes en la Universidad de Valencia y más tarde en la Carnegie Mellon School of Art de Pittsburgh y en la Winchester School of Art. Actualmente vive y trabaja en Barcelona. Está representada por la Galería Cànem (Castellón), RosenfeldPorcini (Londres) y Maserre. Ha expuesto en la Galería Sicart, en la Colección La Relación, Duoda, UB o en el Cincinnati Contemporary Arts Center.
En sus piezas e instalaciones Mar Arza trabaja el motivo del blanco como una exploración del sentido, forjando imágenes como las entre líneas de marquetería, los incisos y cortes del lenguaje en el papel: Desiertos cicatriz (2008), Femme gaine (2012 ) o Femme Couteau (2011). Desde sus primeras obras escultóricas se ha interesado por trabajar la palabra y el texto, en su materialidad. Al inicio de su producción artística intervenía en los libros. Más recientemente también recorta e injerta palabras en libretas de ahorros, facturas de la luz, volantes médicos, hojas de calendarios, décimos de lotería... mostrando la capacidad de la poesía para abrir campo de trabajo en la mirada creadora, allí donde se pone.
En 2022  ha expuesto en el IVAM, en un proyecto donde sus esculturas dialogan con las de Julio González.

## Reconocimientos
Fue ganadora ex-aequo de la Bienal de Valls en 2013.
En 2021, le es concedido el Premi Senyera del Ayuntamiento de Valencia, que reconoce y promueve la trayectoria de artistas vinculados con el territorio.